# Laffittite
La laffittite è un minerale.